# Maraita
Maraita (uit het Nahuatl: "In het land van de krijgsgevangenen") is een gemeente (gemeentecode 0810) in het departement Francisco Morazán in Honduras.
Het dorp maakte deel uit van de gemeente Tatumbla, tot het een zelfstandige gemeente werd. De hoofdplaats ligt ten zuiden van bergen Los Terrones en Azacualpa, aan de rivier Maraita.

## Bevolking
De bevolking is als volgt verdeeld:
| Vrouwen | 3195 | 46,5% |
| Mannen  | 3672 | 53,5% |

## Dorpen
De gemeente bestaat uit tien dorpen (aldea), waarvan de grootste qua inwoneraantal: Maraita (code 081001) en Coato (081002).